# اسنا بوید
 اسنا بوید (انگلیسی: Esna Boyd؛ زاده ۲۱ سپتامبر ۱۸۹۹ درگذشته ۱۹۶۶) یک تنیس‌باز اهل استرالیا بود.